# Фондако-Маргерито
Фондако-Маргерито је насеље у Италији у округу Катанија, региону Сицилија.
Према процени из 2011. у насељу је живело 993 становника. Насеље се налази на надморској висини од 698 м.